# Ulica gen. Władysława Andersa w Toruniu
Ulica gen. Władysława Andersa (znana również jako Trasa Średnicowa Podgórza) – ulica zlokalizowana w lewobrzeżnej części Torunia.
Budowę Trasy Średnicowej Podgórza rozpoczęto we wrześniu 2004 roku. W listopadzie 2005 roku ukończono prace budowlane na pierwszym odcinku trasy, od ul. Poznańskiej do ul. Wincentego Pstrowskiego (ob. ul. gen. Gustawa Orlicz-Dreszera). Wykonawcą była firma NCC Roads Polska. Na przełomie marca i kwietnia 2006 roku rozpoczęto budowę drugiego odcinka drogi, od ul. Pstrowskiego do ul. Łódzkiej. We wrześniu 2007 roku oddano do użytku całą Trasę Średnicową. Całkowity koszt inwestycji wyniósł ok. 34 milionów złotych.
Od maja 2007 roku droga średnicowa nosi imię gen. Władysława Andresa.